# ЯМЗ-3Э847
ЯМЗ-3Э847 —  четырёхтактный дизельный двигатель для спортивных грузовых автомобилей, выпускавшийся Ярославским моторным заводом с 1997 года.

## История создания и производства
В 1997 году Ярославским моторным заводом было освоено производство четырехтактного V-образного двенадцатицилиндрового дизельного двигателя, унифицированного с V-образным восьмицилиндровым ЯМЗ-846 и V-образным двенадцатицилиндровым ЯМЗ-847. Топливные насосы высокого давления выпускаются на Ярославском заводе топливной аппаратуры.
Двигатель дизельный, с турбонаддувом, V-образный, двенадцатицилиндровый четырёхтактный, назначение — оснащение грузовых спортивных автомобилей КамАЗ-49255, однако он не оправдал возлагаемых на него надежд: при мощности 1050 л.с. и крутящем моменте более 3700 Нм он запросто ломал детали трансмиссии, не рассчитанные на столь большие величины параметров. Во многом из-за этого он был снят с серийного производства в 1998 году по результатам двух ралли-марафонов.

## Устройство
Система питания — механический ТНВД, по одной насосной секции на цилиндр, с непосредственным впрыском. Расположен в развале блока цилиндров. Впускные трубопроводы расположены в развале блока цилиндров. Клапанный механизм OHV, клапаны расположены (по 4 на цилиндр) в головке блока и приводятся через коромысла и штанги от нижнего распределительного вала, находящегося в блоке цилиндров и приводимого в движение через две шестерни, расположенные на переднем конце двигателя и закрытые крышкой. Штанги имеют роликовые толкатели. У коленчатого вала шатунные шейки расположены под углом 60°, что обеспечивает равномерные вспышки каждые 60°. Шатуны смещённые. Охлаждение двигателя жидкостное. Гильзы цилиндров отлиты из высокопрочного чугуна. Все впускные и выпускные клапаны снабжены двумя пружинами. Специальным замком тарелка пружины соединяется с клапаном, обеспечивая его вращение при работе двигателя
Распределительный вал стальной, штампованный, движение от кулачков, индивидуальных для каждого клапана, передаётся штангами с роликовыми толкателями. Коленчатый вал изготовляется горячей штамповкой из стали.
Топливный насос высокого давления (ТНВД) 12-и плунжерный, размещён между рядами цилиндров. Привод — центробежной муфтой с авторегулированием опережения впрыска топлива. Все плунжеры расположены в ряд.
Поршни отливаются из высококремнистого алюминиевого сплава, каждый имеет 2 компрессионных кольца и 1 маслосъёмное.
Тип: дизельный;
Диаметр цилиндра: 140 мм;
Ход поршня: 140 мм;
Клапанный механизм: OHV (нижневальный, верхнеклапанный);
Порядок работы цилиндров: 1-5-3-6-2-4-7-11-9-12-8-10;
Расположение цилиндров: V-образное, под углом 90 градусов;
Охлаждение: жидкостное;
Материал блока цилиндров: чугун;
Система питания: механический рядный ТНВД;
Число тактов: 4.
Конструкцию двигателей семейства ЯМЗ-840
характеризуют следующие решения:
- применение индивидуальных для каждого

цилиндра унифицированных головок
цилиндров, позволившее упростить
конструкцию отливки, унифицировать головки
цилиндров для двигателей с различным
числом цилиндров, улучшить
приспособленность двигателя к ремонту и
упростить проблему уплотнения газового
стыка;
- использование стальных прокладок

кардинально решило проблему уплотнения
газового стыка и регулировку надпоршневого
зазора за счет установки прокладок
различной толщины;
- применение поршней с относительно

короткой юбкой, с двумя компрессионными и
одним маслосъемным кольцом позволило
уменьшить габариты двигателя по высоте и
ширине, повысить жесткость цилиндровой
части блока и гильз цилиндров, а также
повысить механический к.п.д. двигателя за
счет сокращения потерь на трение;
- использование полостного масляного

охлаждения поршней;
- конструкция привода газораспределения,

топливного насоса и агрегатов автомобиля от
заднего конца коленчатого вала обеспечивает
виброзащищенность двигателя и уменьшает
его шумность;
- применение четырёх клапанов на каждый

цилиндр двигателя с целью улучшения
наполнения и снижения насосных потерь,
профилированные впускные каналы,
обеспечивающие заданный момент закрутки
воздушного заряда, существенно повлияли на
улучшение топливной экономичности
двигателя;
- установлен эффективный гаситель

крутильных колебаний коленчатого вала с
целью снижения напряжений в его элементах;
- для повышения ресурса(более 10 тысяч

часов) шейки коленчатого вала азотированы;
- применены полнопоточные масляные

фильтры с высокой степенью очистки и
бессопловый центробежный масляный фильтр
для улучшения качества фильтрации масла,
выносные высокоэффективные воздушные
фильтры сухого типа предотвращают износы
цилиндров и улучшают показатели двигателя;
- гидравлическая или дисковая муфты в

приводе вентилятора обеспечивают
автоматическое и ручное управление
включением вентилятора;
- применен встроенный (в систему

охлаждения двигателя) охладитель
наддувочного воздуха типа «вода-воздух»
для снижения теплонапряженности, улучшения
экономичности и ресурса;
- в процессе отработки конструкции

подобраны оптимальные фазы
газораспределения, форма камеры сгорания,
угол опережения впрыска топлива, элементы
топливной системы с целью получения
высоких показателей по топливной
экономичности, дымности, токсичности и
шуму;
- применены новые ТНВД с максимальным

давлением впрыска топлива до 1000 кГс/см2.

## Настоящее время
По состоянию на 2014 год на Ярославском моторном заводе (Автодизель) дизель выпускается по спецзаказам. 